# Grand Hotel Principe di Piemonte
Il Grand Hotel Principe di Piemonte è uno storico albergo di lusso e una delle architetture più rappresentative del comune di Viareggio. È parte dei The Leading Hotels of the World.

## Storia
Il terreno su cui sorge l'edificio fu ceduto nel 1921 dal comune di Viareggio all'imprenditore fiorentino Giuseppe de Micheli ad un prezzo vantaggioso, in virtù del grande progetto edilizio che avrebbe occupato oltre 400 operai.
Sotto la guida dell'ingegnere Goffredo Fantini, dopo meno di un anno di lavoro, l'edificio fu inaugurato con il nome di "Select Palace Hotel", il 1º luglio 1922.
Nel 1925 l'edificio fu arricchito di elementi decorativi, come il frontone con il nome dell'hotel, e fu sopraelevato di due piani dall'ingegnere Ugo Giovannozzi.
Nel 1938, su richiesta del Ministro della cultura popolare Dino Alfieri, l'hotel assunse il nome "Principe di Piemonte" in onore a Umberto II di Savoia, nome che ancora mantiene. Nello stesso anno fu inoltre realizzato l'antistante stabilimento balneare Principe di Piemonte.
Nel 2004 fu completato un restauro durato circa 19 mesi e fu realizzata l'iconica piscina sul tetto.
Gli ambienti interni, invece, subirono un restyling tra il 2020 e il 2022.
Tra le numerose celebrità che vi soggiornarono nel corso degli anni si annoverano, ad esempio, Charles Aznavour, Walter Chiari, Fabrizio De André, Giorgio de Chirico, Marlene Dietrich, Edoardo VIII, Renato Guttuso, Jerry Lewis, Sophia Loren, Guglielmo Marconi, Marcello Mastroianni, Mina, Domenico Modugno, Ettore Petrolini, Giacomo Puccini, Roberto Rossellini, Titta Ruffo, Vittorio Emanuele di Savoia-Aosta, Omar Sharif, Wallis Simpson, Ornella Vanoni, Lenny Kravitz, Emomalī Rahmon e Salman bin Abdulaziz.
L'hotel fu una delle principali ambientazioni dei film Pellegrini d'amore e Frenesia dell'estate, nonché luogo dell'intera ambientazione del romanzo Il mare delle illusioni (2023), dello scrittore Sebastiano Martini

## Descrizione
L'edificio è in stile liberty e presenta una struttura a spigolo stondato che si ispira all’Hotel Carlton di Cannes. Al piano terra si trovano alcune aree relax: la Sala cinese, la Biblioteca e la Sala Guttuso, dove sono esposte 12 opere a tema zodiacale di Renato Guttuso.